# Esbach (Weidenbach)
Esbach ist ein Gemeindeteil des Marktes Weidenbach im Landkreis Ansbach (Mittelfranken, Bayern). Esbach liegt in der Gemarkung Leidendorf.

## Geografie
Durch das Dorf fließt ein Graben, der sich mit weiteren Gräben zu einem linken Zufluss der Altmühl vereinigt. Im Westen grenzt das Flurgebiet Steinhärdlein an. 0,5 km östlich liegt der Fasanengarten. Gemeindeverbindungsstraßen führen nach Weidenbach (2 km östlich), Haag (1,5 km südlich) und zur Staatsstraße 2220 (0,4 km nördlich) zwischen Weidenbach (2 km östlich) und Irrebach (1 km westlich).

## Geschichte
1377 verkaufte Arnold von Seckendorff zwei Güter in Esbach an das St.-Gumbertus-Stift in Ansbach. 1388 übereigneten Friedrich und Johann von Heideck ihr Lehen zu Weidenbach und Esbach dem Arnold von Seckendorff.
Im 16-Punkte-Bericht des Fürstentums Ansbach von 1684 wurden für Esbach 15 Mannschaften verzeichnet: 14 Anwesen unterstanden dem Hofkastenamt Ansbach, 1 Anwesen dem Stiftsamt Ansbach. Das Hochgericht übte das brandenburg-ansbachische Hofkastenamt Ansbach aus, die Dorf- und Gemeindeherrschaft hatte das Stiftsamt Ansbach. Zwischen Esbach und Weidenbach bestand seit 1715 die markgräfliche Fasanerie.
Gegen Ende des 18. Jahrhunderts gab es in Esbach 19 Untertansfamilien, die allesamt ansbachisch waren. Von 1797 bis 1808 unterstand der Ort dem Justiz- und Kammeramt Ansbach.
Im Rahmen des Gemeindeedikts wurde Esbach dem 1808 gebildeten Steuerdistrikt Weidenbach und der wenig später gegründeten Ruralgemeinde Weidenbach zugeordnet. Mit dem Zweiten Gemeindeedikt (1818) entstand die Ruralgemeinde Esbach, zu der Irrebach gehörte. Sie war in Verwaltung und Gerichtsbarkeit dem Landgericht Herrieden zugeordnet und in der Finanzverwaltung dem Rentamt Herrieden. Spätestens 1846 ging diese Gemeinde in der Ruralgemeinde Leidendorf auf, wie aus dem Statistischen Hand- und Adreßbuch von Mittelfranken hervorgeht. Laut diesem Verzeichnis gab es im Ort zu der Zeit einen Wirt und zwei Weber.
Am 1. Juli 1971 wurde Esbach im Zuge der Gebietsreform in Bayern in den Markt Weidenbach eingegliedert.

### Einwohnerentwicklung
| Jahr      | 001818 | 001840 | 001861 | 001871 | 001885 | 001900 | 001925 | 001950 | 001961 | 001970 | 001987 |
| Einwohner | 107    | 114    | 111    | 119    | 125    | 97     | 104    | 135    | 101    | 110    | 126    |
| Häuser    | 18     | 18     |        |        | 22     | 22     | 20     | 20     | 20     |        | 26     |
| Quelle    | [ 14 ] | [ 11 ] | [ 15 ] | [ 16 ] | [ 17 ] | [ 18 ] | [ 19 ] | [ 20 ] | [ 21 ] | [ 22 ] | [ 1 ]  |

## Religion
Der Ort ist seit der Reformation evangelisch-lutherisch geprägt und bis heute nach St. Georg (Weidenbach) gepfarrt. Die Einwohner römisch-katholischer Konfession waren ursprünglich nach St. Nikolaus (Burgoberbach) gepfarrt, heute ist die Pfarrei St. Jakobus (Ornbau) zuständig.